# روبرت أوستين (لاعب كريكت)
روبرت أوستين (22 نوفمبر 1977 - )  (بالإنجليزية: Robert Austin)‏ هو لاعب كريكت بريطاني.